# Petits secrets, grands mensonges (roman)
Petits secrets, grands mensonges est un roman de 2014 écrit par Liane Moriarty . Il a été publié en juillet 2014 par Penguin Publishing. Le roman a fait la liste des best-sellers du New York Times. En 2015, il reçoit le prix Davitt.

## Résumé
Lorsque son jeune fils entre à l'école à Sydney, Jane, mère célibataire, fait la connaissance de Madeline, au caractère bien trempé, et de Celeste, belle et agitée. Les secrets de famille, farouchement gardés par l'une et l'autre, deviennent une source de discorde lors d'un incident banal entre les élèves.

## Création
L'inspiration principale de Moriarty pour l'histoire est venue d'une interview à la radio qu'elle a entendue dans laquelle une femme a raconté la relation abusive de ses parents. La femme a raconté comment, même en tant qu'adulte, elle s'est cachée sous son lit pour échapper aux combats de ses parents, une expérience que Moriarty a fini par utiliser comme scène dans le livre.  Initialement, le livre était un récit à la première personne de chacun des trois personnages principaux, mais Moriarty a rapidement décidé de ne pas le faire, intercalant à la place les déclarations des personnages mineurs entre les parties de l'histoire.

## Réception
Petits secrets, grands mensonges a généralement été bien accueilli par les critiques, qui ont loué l'équilibre de l'humour du livre avec des problèmes plus graves comme la violence domestique. Pour Janet Maslin du New York Times c'est : « Un livre apparemment moelleux touche soudainement la base avec une réalité vicieuse, d'une manière qui peut donner à Petits secrets, grands mensonges encore plus de résistance que Le Secret du mari  livre précédent de Moriarty ». Roberta Bernstein de USA Today lui attribue trois étoiles sur quatre, qualifiant le roman comme « une lecture amusante, engageante et parfois dérangeante, même si les personnages sont plus vaniteux que de chair et de sang ».
Leah Greenblatt de Entertainment Weekly lui a donné un A et a noté que, même si le livre tombait dans la catégorie "Chick lit", Moriarty offre toujours « des idées qui ne sont pas moins sages ou drôles ou vraies simplement parce qu'elle aime parfois une métaphore du champagne ou la pend histoire sur une chaussure. ». Carol Memmott du Washington Post écrit: « Cela prend une position puissante contre la violence domestique même si cela nous fait rire des adultes dont la fête costumée idiote ressemble plus à une danse de collège ».

## Adaptations
Une mini-série télévisée adaptée du roman a été produite par HBO intitulée Big Little Lies , filmée sur place à Monterey, en Californie. Elle a été initialement diffusée  le 19 février 2017 sur HBO. La mini-série met en vedette Nicole Kidman, Reese Witherspoon, Shailene Woodley, Alexander Skarsgård, Adam Scott, Laura Dern et Zoë Kravitz, et a remporté 8 Emmy Awards aux Primetime Emmy Awards 2017, dont une série limitée exceptionnelle,.